# Krymsk

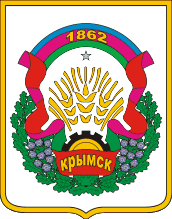
Stadens vapen.

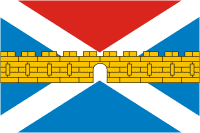
Stadens fana.

Krymsk (ryska:  Крымск) är en stad i Krasnodar kraj i Ryssland. Staden är administrativ huvudort i rajonen Krymsk. Folkmängden uppgick till 56 939 invånare i början av 2015.